# Nevado de Toluca
Nevado de Tolucaⓘ (indiańska nazwa Xinantécatl) – stratowulkan leżący w Meksyku, 80 kilometrów na zachód od stolicy państwa. Czwarta najwyższa góra w kraju. Krater ma średnicę 1,5 km, znajdują się w nim dwa jeziora, zwane Słońcem i Księżycem. W jeziorach tych archeolodzy odnaleźli ślady indiańskich ceremonii religijnych. Aktywny w plejstocenie i holocenie – naukowcy wyróżnili 4 główne erupcje, mające miejsce 36 000, 21 700, 12 100 i 10 500 lat temu. Ostatni wybuch nastąpił ok. 3300 lat temu.
U podnóża wulkanu leży miasto Toluca. Wokół góry został utworzony Park Narodowy Nevado de Toluca.